# Ильинское шоссе
Ильинское шоссе (А109) — автомобильная дорога федерального значения в Московской области. Ответвляется от Волоколамского шоссе на юго-запад при въезде в город Красногорск примерно в 3,5 километрах от Московской кольцевой автомобильной дороги.
Проходит по городскому округу Красногорск Московской области через населенные пункты:
- город Красногорск (1-2 км, в границах города — Ильинское шоссе и Павшинская улица),
- деревню Гольёво (3 км, в границах деревни — Центральная улица),
- деревню Глухово (8 км, в границах деревни — Центральная улица),
- село Ильинское (10 км, в границах села — улица Ленина),
- деревню Александровка (12 км, в границах деревни — Центральная улица),
- село Петрово-Дальнее (14-16 км, в границах села — Центральная улица).

На выезде из Красногорска пересекает федеральную автомагистраль М9 «Балтия» (Новорижское шоссе), через Ильинский подъезд (на 10-м км) соединяется с Рублёво-Успенским шоссе А106.
Имеет по 2 полосы в каждую сторону в границах Красногорска (с расширением до 3 полос на перекрестках). С 3 по 16 км — по 1 полосе в каждую сторону (с фрагментарными расширениями до 2 полос в местах примыкания второстепенных дорог).
В начале 2016 года было начато строительство многоуровневой транспортной развязки Ильинского и Волоколамского шоссе, первый этап был завершен 29 декабря 2018.

## История создания
В 1864 году имение Ильинское было приобретено императором Александром II для императрицы Марии Александровны. Приобретенная усадьба рассматривалась ими в качестве летней подмосковной резиденции. Одним из первых дел, связанных с благоустройством имения, стала прокладка нового шоссе.

Одновременно приступлено к постройке шоссе для сообщения Ильинского с Москвою; это дело было весьма важным не только для села Ильинского, но и для всей окружающей местности. Старая дорога шла через Глухово, на Хорошово; через реку у Глухова был плашкотный мост. Но в распутицу, осенью и весною, по этой дороге почти не было проезда, а летом старое русло Москвы-реки высыхало и мост на ней держаться не мог. Когда по этому пути проезда не было, то из села Ильинского сообщались с Москвою кружной дорогой, через Глухово, Павшино, Спасское и Тушино, по левому берегу реки, избегая таким образом переправы через неё. Этим направлением... воспользовались для устройства шоссе от Ильинского до Москвы; пришлось шоссировать неполных 8 верст от Глухова до Павшина и привести в порядок дорогу Ильинское — Глухово. По этому шоссе расстояние от Ильинского до Москвы вышло ровно 30 верст, т. е. на 10 верст дальше, чем по старой, прямой дороге; но зато сообщение могло беспрепятственно совершаться во всякое время года.

В 1870-е годы в Архангельском снимала дачу семья Веры Николаевны Харузиной. Впоследствии в своих мемуарах она так вспоминала летние прогулки по дороге из Архангельского в Петровское:

«Катались мы большей часть в одном направлении: выезжали прежде всего по так называемому Ильинскому шоссе... Тут начиналась замечательно красивая местность. Слева от шоссе, за узкой полоской цветущего луга, под глинистым обрывистым берегом вилась Москва-река, а на противоположном берегу в неё вдавалась широкая речная отмель... Справа от шоссе поднимался косогор, на котором полосами разметались пашни и дальше кудрявилась густая березовая роща... Недалеко от деревни Глухово начинался проспект, обсаженный в начале своем высокими старыми березами в два ряда. За Глуховом проспект переходил в липовый. Прямой как стрела, он приводил к деревянным сквозным воротам Ильинского парка... Если мы поворачивали вправо от ворот, то проезжали мимо приемного покоя и аптеки, царской фермы, мимо живой изгороди Ильинского парка — и за небольшим лесом въезжали в деревню Александровка...
Из Александровки проселок тянулся открытыми местами, ржаными и картофельными полями — здесь небо широко разливалось над землей, тут был простор полей, красота васильков, прячущихся среди колосьев, торжественное великолепие осенних закатов».

## Транспорт

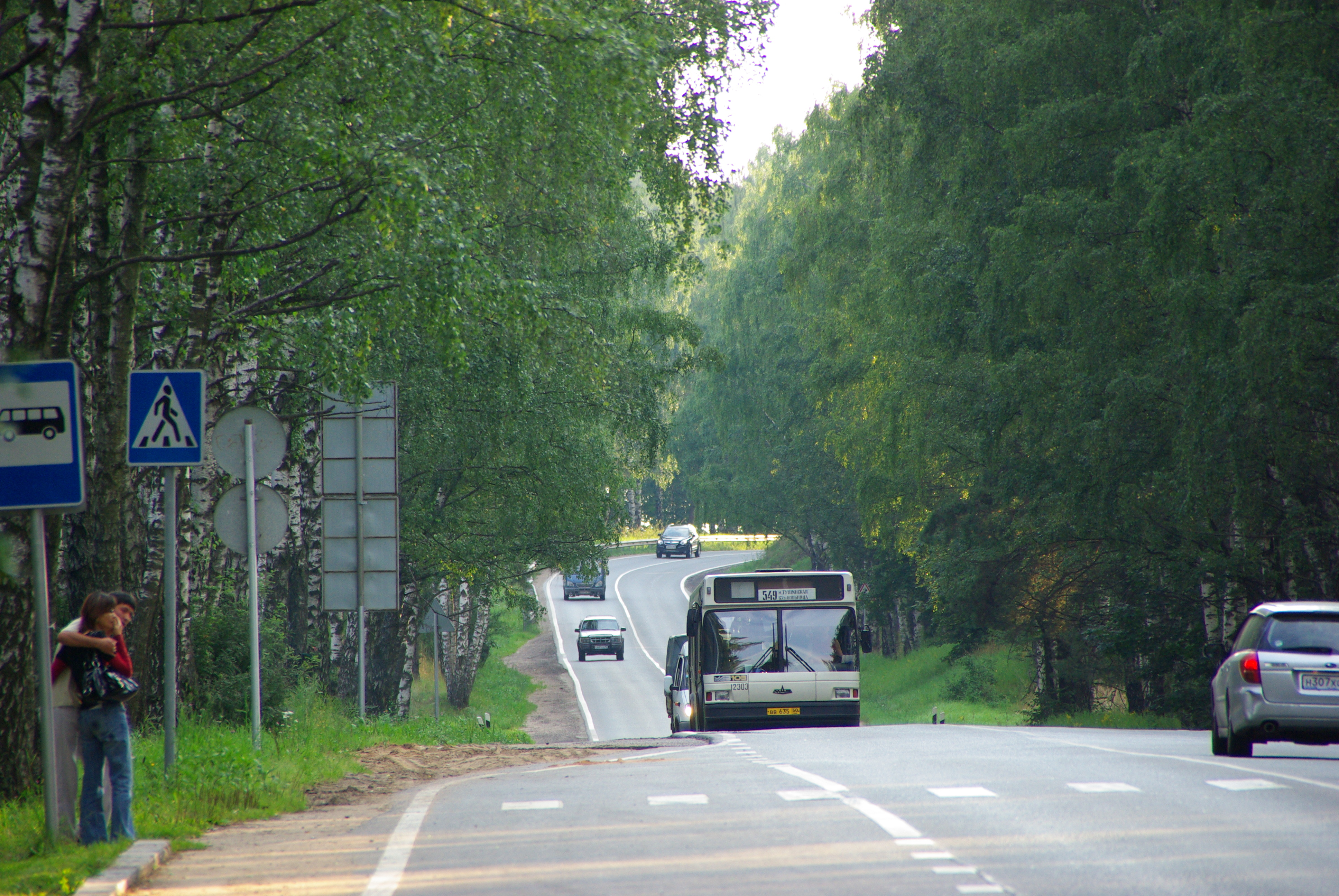
Ильинское шоссе за Красногорском (2008)

В 1948 году по Ильинскому шоссе прошел первый автобусный маршрут 49 от метро «Сокол» до Ильинского. В настоящий момент по шоссе проходят автобусы 34, 520, 540, 541, 549, 568, 824, 891, 1067, соединяющие Красногорск и населенные пункты городского округа со станциями метро «Тушинская», «Строгино», МЦД «Павшино», «Пенягино», «Трикотажная». Автобус 36 связывает села г.о. с городом Одинцово и селом Уборы, расположенным в г.о. Одинцово. Автобус 452 – со станцией метро «Кунцевская» и г. Звенигородом.

## Достопримечательности
- Музей техники Вадима Задорожного (4 км),
- Музей-усадьба «Архангельское» (центральный вход) (5-6 км),
- Бывшая усадьба «Ильинское» (10 км),
- Бывшая усадьба «Петрово-Дальнее» (15 км).

## Факты[значимость факта?]
- Продолжительность шоссе составляет 16 км, оно начинается в г. Красногорске у д. 2 по Павшинской улице и заканчивается в пос. Мечниково у д. 27. Однако на некоторых онлайн-картах (в частности, Яндекс.Картах) шоссе ошибочно продолжается до ЦКАД в районе г. Звенигорода.
- Участок шоссе между д. Глухово и с. Ильинское длиной около 1,9 км проходит по старой дороге на Москву. В этом месте шоссе обрамляет фрагментарно сохранившаяся липовая аллея, высаженная в 1818 году прежним владельцем усадьбы Ильинское графом А.И. Остерманом-Толстым. До 1998 года аллея была двухрядной.
- В 1980-е годы при строительстве автомагистрали М9 «Балтия» (Новорижское шоссе) трассировка Ильинского шоссе в месте пересечения с новой магистралью, между г. Красногорском и д. Гольёво, была изменена и превращена в круг диаметром около 1,1 км. Осенью 2020 года было заявлено о планируемой реконструкции развязки.
- В середине 1990-х полотно дороги в г. Красногорске между д. 3 и 4 по Ильинскому шоссе было поднято на несколько метров. Таким образом была выровнена низина, образованная долиной реки Чернушки.
- В июле-сентябре 1995 года автомобильное движение по шоссе между поворотом на д. Воронки и пос. Горки-6 было закрыто в связи с реконструкцией автомобильного моста, разделяющего пруды в юго-западной части музея-усадьбы «Архангельское». Автобусное сообщение в этот период было организовано через развязку на 31-м км Новорижского шоссе.
- В 1990-х и позднее поднимался вопрос о закрытии участка шоссе, проходящего через музей-усадьбу «Архангельское», для сохранения Театра Гонзаго – уникального деревянного памятника архитектуры XIX века, расположенного в нескольких метрах от шоссе. Вибрация и вредные выбросы негативно влияют на состояние здания, построенного в 1818 году.
- В 2025-2027 годах в непосредственной близости от шоссе, на 4-м км, на участке, территориально относящемся к г. Москве, должны открыться станция метро «Ильинская» и электродепо «Ильинское». Станция станет конечной на строящейся Рублёво-Архангельской линии метро[значимость факта?]